# Nadeș
Nadeș (Duits: Nadesch; Hongaars: Szásznádas) is een comună in het district Mureş, Transsylvanië, Roemenië. Het is opgebouwd uit vier dorpen, namelijk:
- Măgheruş (Küküllőmagyarós)
- Nadeş (Szásznádas)
- Pipea (Pipea)
- Ţigmandru (Cikmántor)

De gemeente had tijdens de laatste volkstelling in totaal 2.484 inwoners, hiervan was circa 21 procent behorend tot de Hongaarse minderheid in Roemenië. Dit betekent dat de Hongaarstalige inwoners recht hebben op het gebruik van hun taal bij officiële contacten met de gemeente. De hoofdkern heeft tweetalige plaatsnaamborden.

## Galerij

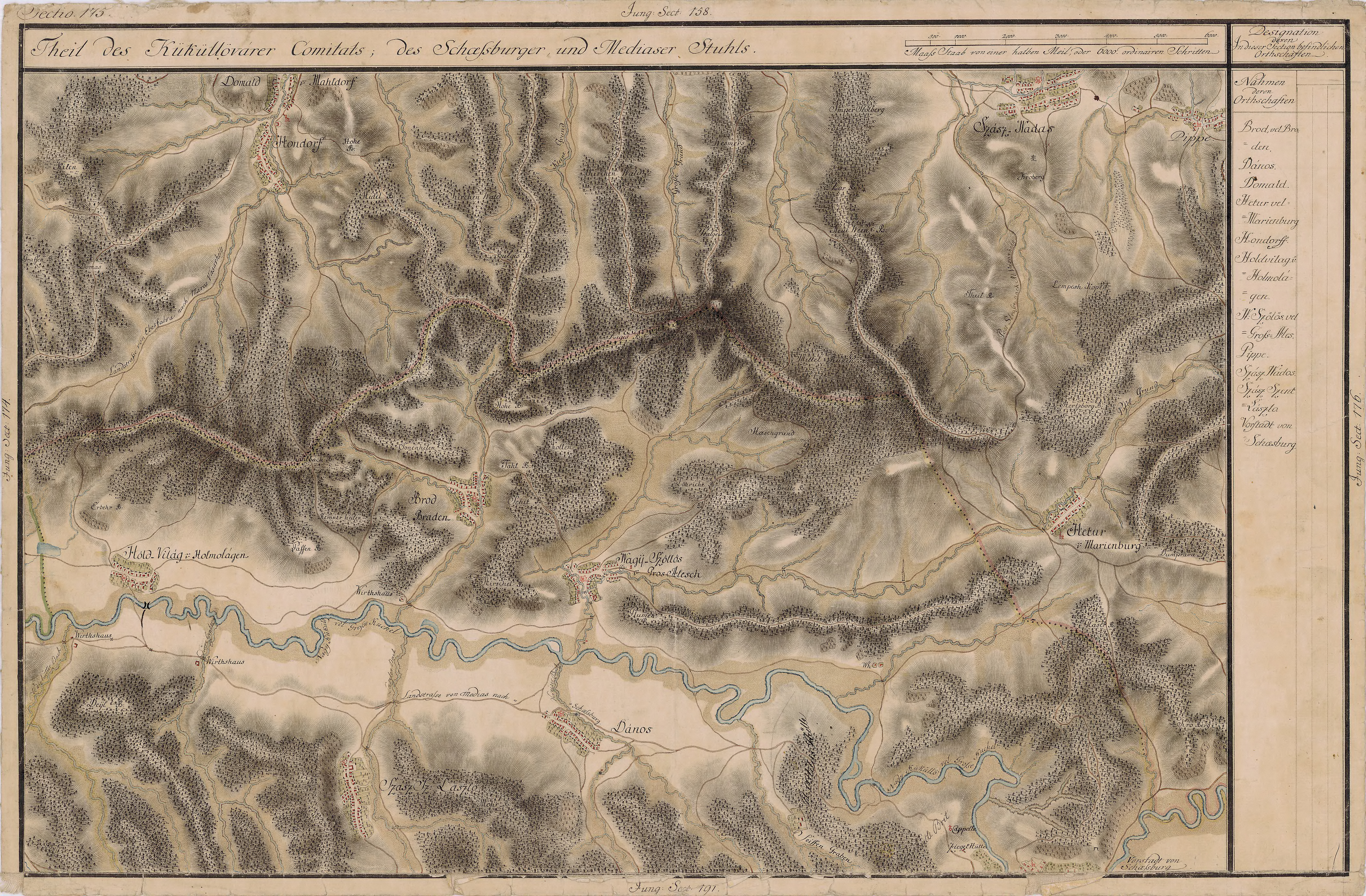
Nadeș gezien op een kaart van de Jozefijnse Landsopname (18e eeuw). Het dorp is rechtsboven te zien en wordt vermeld als Szász-Nadas.